# Sacciolepis ciliocincta
Sacciolepis ciliocincta là một loài thực vật có hoa trong họ Hòa thảo. Loài này được (Pilg.) Stapf miêu tả khoa học đầu tiên năm 1920.